# Joy Ljungqvist
Joy Ljungqvist, född 1954 i Norrköping, är en svensk silversmed.
Ljungqvist studerade vid Nyckelviksskolan på Lidingö 1976-1977, Konstfackskolan i Stockholm 1977-1982. Hon har medverkat i utställningar på bland annat  Röhsska konstslöjdmuseet, Europäische Silbertriennale i Hanau, Galler 585 i Helsingfors, Goldsmiths Hall i London, Design Zentrum i Berlin, Liljevalchs konsthall, Rottneros Park, Arvika Konsthall och Värmlands museum. 
Hon tilldelades Bolidens silverstipendium 1982 och Konstnärsnämndens stipendium 1986 och 1989.